# Alle Zeit der Welt (2011, Niederlande)
Alle Zeit der Welt (Originaltitel: Alle Tijd) ist eine niederländische Komödie aus dem Jahr 2011.

## Handlung
Der homosexuelle Musiklehrer Maarten und seine Schwester Molly haben eine besondere Beziehung. Als ihre Eltern starben, übernahm Maarten mit Hilfe seiner besten Freundin Reina die Erziehung seiner kleinen Schwester. Eines Tages erklärt Molly, dass sie mit ihrem Freund Teun zusammenziehen will. Maarten leidet daraufhin am Empty-Nest-Syndrom.
Maarten lernt Arthur kennen, der mit seiner Homosexualität hadert. Teun geht fremd, woraufhin Molly ihn mit dem Tierarzt Melvin betrügt. Sie wird schwanger, aber weiß nicht, wer der Vater ist und möchte es auch nicht wissen. Teun bricht den Kontakt zu ihr ab.
Molly erkrankt an Brustkrebs und zieht wieder bei Maarten ein. Sie bekommt einen gesunden Sohn, Finn. Maarten verspricht ihr, ihn aufzuziehen. Teun lässt sich erst nach Mollys Tod blicken.

## Preise und Nominierungen
Bei den Lesbisch-Schwulen Filmtagen Hamburg 2012 gewann der Film den Publikumspreis „Globola“. Beim Niederländischen Filmfestival 2011 wurde Lineke Rijxman für ein Goldenes Kalb in der Kategorie Beste Nebendarstellerin nominiert.